# Les Moutiers-en-Cinglais
Pour les articles homonymes, voir Moutiers.
Les Moutiers-en-Cinglais est une commune française, située dans le département du Calvados en région Normandie, peuplée de 528 habitants.

## Géographie
Les Moutiers-en-Cinglais est située entre la forêt de Grimbosq et la forêt de Cinglais. L'habitation n'est pas concentrée en bourg, les maisons étant dispersées au milieu des anciennes exploitations agricoles. Le territoire offre un paysage de bocage traditionnel.
| Goupillières          | Grimbosq                 | Grimbosq, Saint-Laurent-de-Condel |
| Ouffières, Croisilles | des Moutiers-en-Cinglais | Saint-Laurent-de-Condel           |
| Croisilles            | Croisilles               | Saint-Laurent-de-Condel, Espins   |

### Hydrographie
La commune est située dans le bassin Seine-Normandie. Elle est drainée par le ruisseau de la Grande Vallée, le ruisseau des Trois Cours, le fossé 02 de la Moissonnière et divers autres petits cours d'eau,.

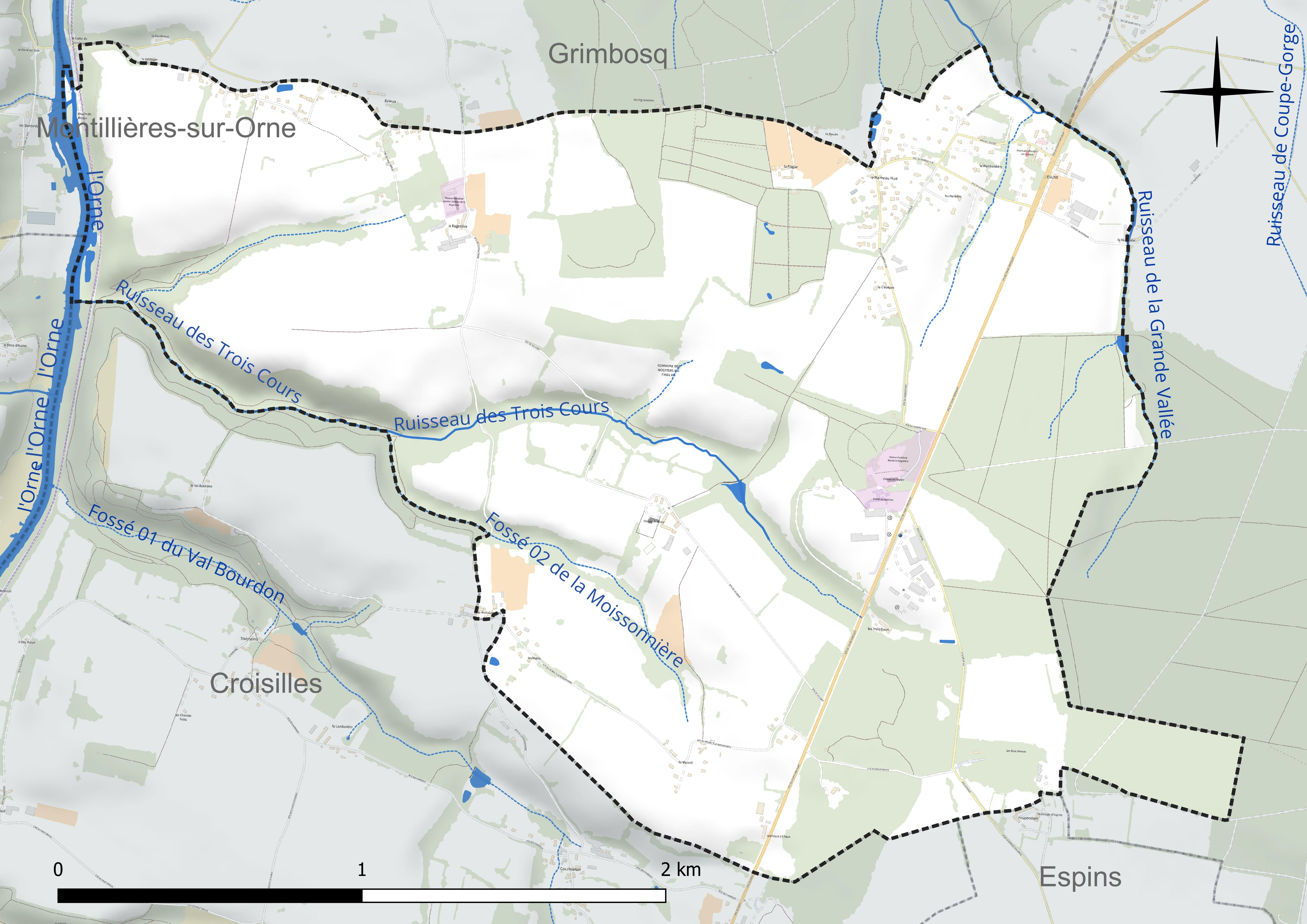
Réseau hydrographique des Moutiers-en-Cinglais.

### Climat
Pour des articles plus généraux, voir Climat de la Normandie et Climat du Calvados.
En 2010, le climat de la commune est de type climat océanique franc, selon une étude du CNRS s'appuyant sur une série de données couvrant la période 1971-2000. En 2020, Météo-France publie une typologie des climats de la France métropolitaine dans laquelle la commune est exposée à un climat océanique et est dans la région climatique  Normandie (Cotentin, Orne), caractérisée par une pluviométrie relativement élevée (850 mm/a) et un été frais (15,5 °C) et venté. Parallèlement le GIEC normand, un groupe régional d'experts sur le climat, différencie quant à lui, dans une étude de 2020, trois grands types de climats pour la région Normandie, nuancés à une échelle plus fine par les facteurs géographiques locaux. La commune est, selon ce zonage, exposée à un « climat contrasté des collines », correspondant au Bocage normand, bien arrosé, voire très arrosé sur les reliefs les plus exposés au flux d'ouest, et frais en raison de l'altitude.
Pour la période 1971-2000, la température annuelle moyenne est de 10,3 °C, avec une amplitude thermique annuelle de 12,6 °C. Le cumul annuel moyen de précipitations est de 830 mm, avec 12,6 jours de précipitations en janvier et 7,6 jours en juillet. Pour la période 1991-2020, la température moyenne annuelle observée sur la station météorologique la plus proche, située sur la commune de Fresney-le-Vieux à 4 km à vol d'oiseau, est de 10,8 °C et le cumul annuel moyen de précipitations est de 826,3 mm,. Pour l'avenir, les paramètres climatiques de la commune estimés pour 2050 selon différents scénarios d'émission de gaz à effet de serre sont consultables sur un site dédié publié par Météo-France en novembre 2022.

## Urbanisme

### Typologie
Au 1er janvier 2024, Les Moutiers-en-Cinglais est catégorisée commune rurale à habitat dispersé, selon la nouvelle grille communale de densité à 7 niveaux définie par l'Insee en 2022.
Elle est située hors unité urbaine. Par ailleurs la commune fait partie de l'aire d'attraction de Caen, dont elle est une commune de la couronne,. Cette aire, qui regroupe 296 communes, est catégorisée dans les aires de 200 000 à moins de 700 000 habitants,.

### Occupation des sols
L'occupation des sols de la commune, telle qu'elle ressort de la base de données européenne d'occupation biophysique des sols Corine Land Cover (CLC), est marquée par l'importance des territoires agricoles (69,3 % en 2018), en diminution par rapport à 1990 (74,5 %). La répartition détaillée en 2018 est la suivante : prairies (35 %), terres arables (28,1 %), forêts (25,5 %), zones agricoles hétérogènes (6,2 %), zones urbanisées (5,2 %). L'évolution de l'occupation des sols de la commune et de ses infrastructures peut être observée sur les différentes représentations cartographiques du territoire : la carte de Cassini (XVIIIe siècle), la carte d'état-major (1820-1866) et les cartes ou photos aériennes de l'IGN pour la période actuelle (1950 à aujourd'hui).

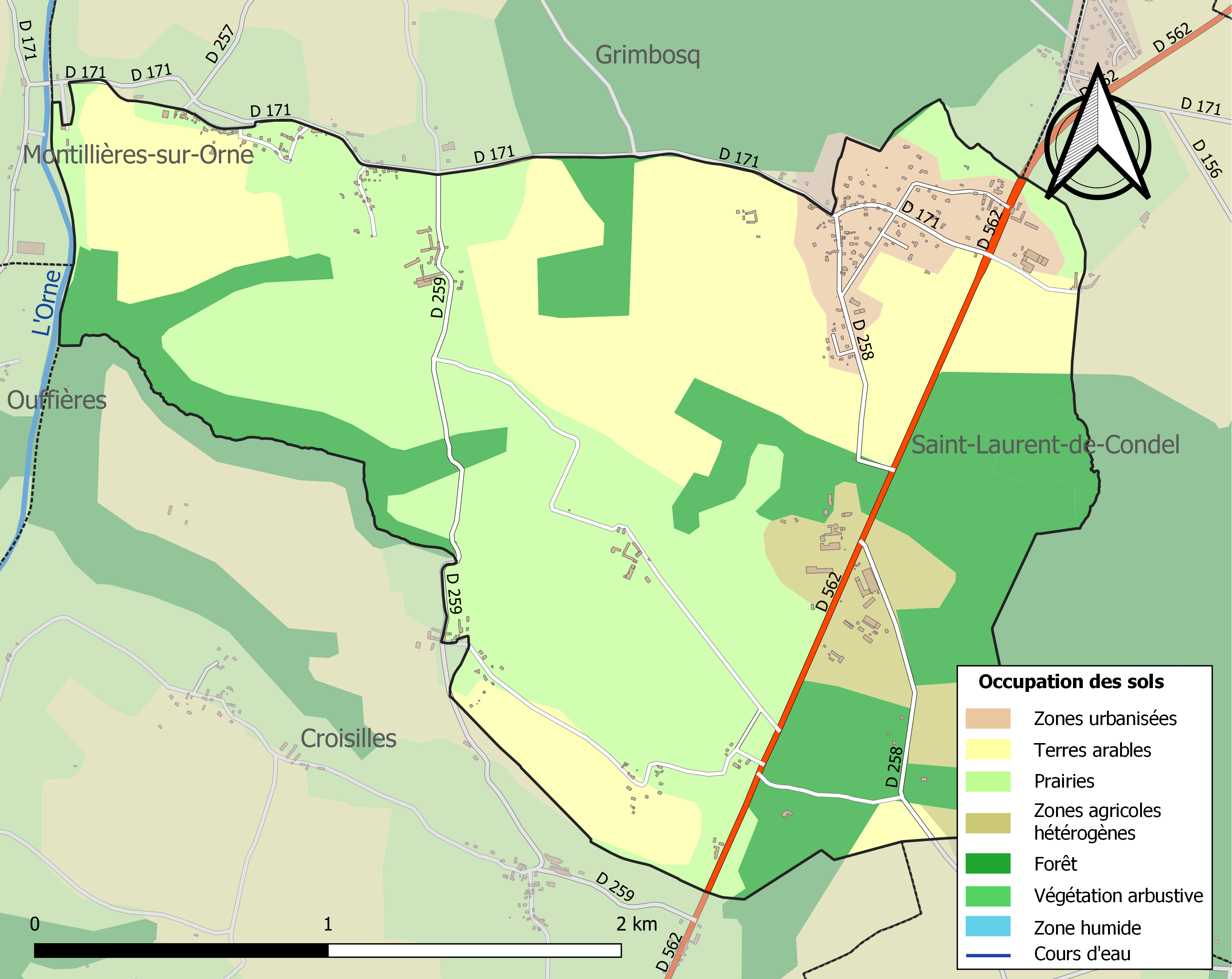
Carte des infrastructures et de l'occupation des sols de la commune en 2018 (CLC).

## Toponymie
Le nom de la localité est attesté sous les formes de Monasterio vers 1350, Monasteria in Cingalis en 1356.
De l'ancien français moutier, issu du latin monasterium, qui pouvait désigner, plus souvent un monastère, une simple église. La particularité des toponymes Moutiers (au pluriel) est qu'ils indiquaient que l'endroit présentait au moins deux lieux de culte.
Le Cinglais (petite région de Normandie que l'on peut approximativement situer dans un triangle dont les sommets seraient Caen, au nord, Falaise et Condé-sur-Noireau, au sud) est mentionné sous la forme latine Cingalensis, les formes normande Chinguelez et française Cinguelez au Moyen Âge représentent un dérivé en -ensis du nom de localité Cingal.
Le gentilé est Moustérien.

## Histoire
Le nom évoque la présence autrefois de plusieurs églises, dont deux subsistaient encore au Moyen Âge.

## Politique et administration

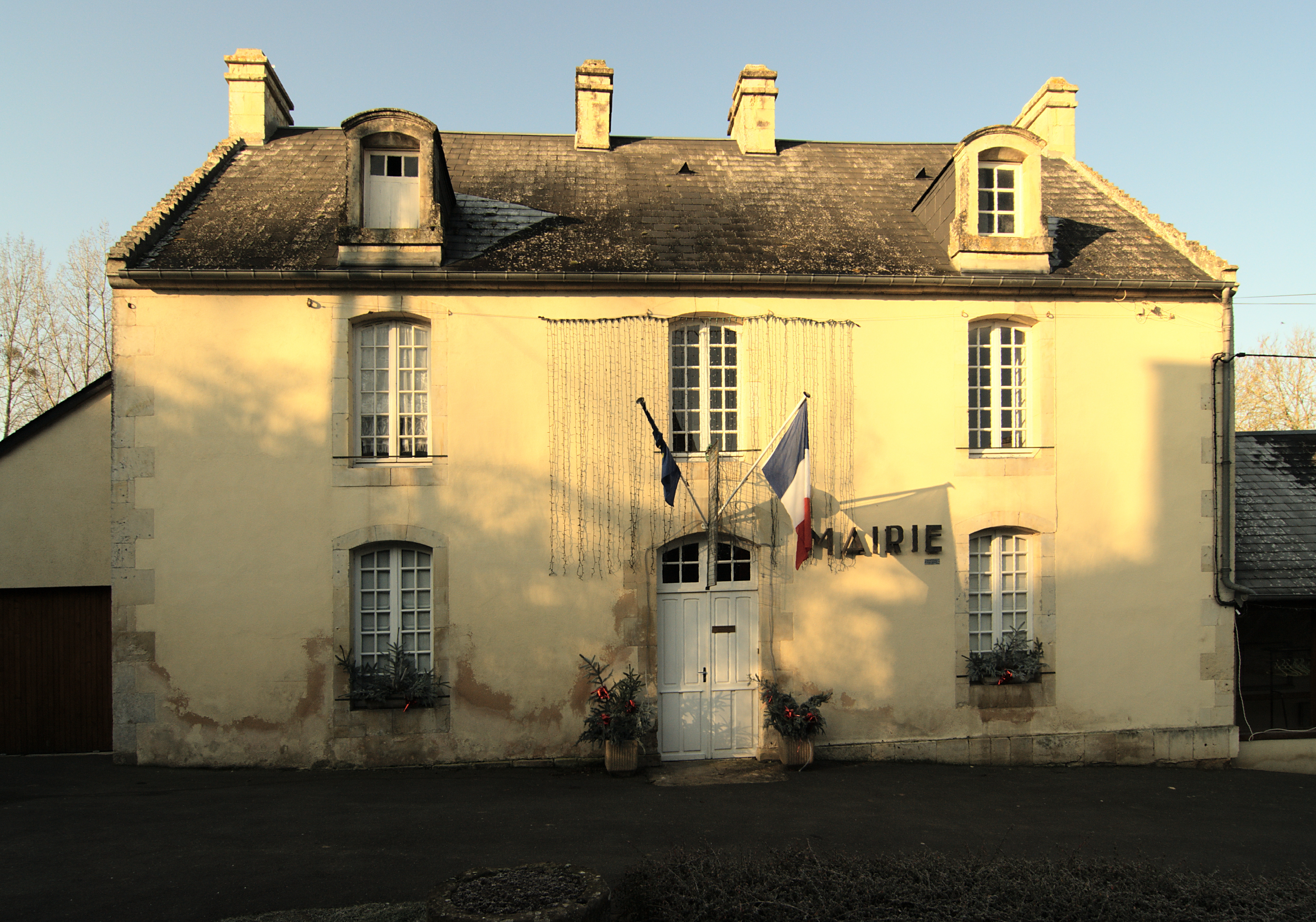
La mairie.

| Période                                  | Période  | Identité                    | Étiquette | Qualité                      |
| ---------------------------------------- | -------- | --------------------------- | --------- | ---------------------------- |
| 1803                                     | 1830     | Bernard Plaichard-Choltière |           |                              |
| 1832                                     | 1839     | Bernard Plaichard-Choltière |           |                              |
| 1852                                     | 1854     | Bernard Plaichard-Choltière |           |                              |
| 1871                                     | 1880     | Paul Aumont                 |           |                              |
| 1928                                     | 1983     | Jacques Le Roy Ladurie      | UNIR      | Député                       |
| 1983                                     | mai 2020 | Roger Tencé                 | SE        | Directeur régional de l'AFPA |
| mai 2020                                 | En cours | Gérard Allain               | SE        | Retraité BTP                 |
| Les données manquantes sont à compléter. |          |                             |           |                              |

## Démographie
L'évolution du nombre d'habitants est connue à travers les recensements de la population effectués dans la commune depuis 1793. Pour les communes de moins de 10 000 habitants, une enquête de recensement portant sur toute la population est réalisée tous les cinq ans, les populations de référence des années intermédiaires étant quant à elles estimées par interpolation ou extrapolation. Pour la commune, le premier recensement exhaustif entrant dans le cadre du nouveau dispositif a été réalisé en 2006.
En 2022, la commune comptait 528 habitants, en évolution de +2,72 % par rapport à 2016 (Calvados : +1,58 %, France hors Mayotte : +2,11 %).
Les Moutiers-en-Cinglais a compté jusqu'à 482 habitants en 1846.
| 1793 | 1800 | 1806 | 1821 | 1831 | 1836 | 1841 | 1846 | 1851 |
| ---- | ---- | ---- | ---- | ---- | ---- | ---- | ---- | ---- |
| 375  | 335  | 425  | 435  | 439  | 462  | 461  | 482  | 449  |

| 1856 | 1861 | 1866 | 1872 | 1876 | 1881 | 1886 | 1891 | 1896 |
| ---- | ---- | ---- | ---- | ---- | ---- | ---- | ---- | ---- |
| 435  | 428  | 395  | 388  | 357  | 362  | 343  | 335  | 326  |

| 1901 | 1906 | 1911 | 1921 | 1926 | 1931 | 1936 | 1946 | 1954 |
| ---- | ---- | ---- | ---- | ---- | ---- | ---- | ---- | ---- |
| 277  | 310  | 278  | 286  | 249  | 259  | 220  | 165  | 219  |

| 1962 | 1968 | 1975 | 1982 | 1990 | 1999 | 2006 | 2011 | 2016 |
| ---- | ---- | ---- | ---- | ---- | ---- | ---- | ---- | ---- |
| 231  | 232  | 252  | 315  | 350  | 350  | 414  | 425  | 514  |

| 2021 | 2022 | - | - | - | - | - | - | - |
| ---- | ---- | - | - | - | - | - | - | - |
| 521  | 528  | - | - | - | - | - | - | - |

## Économie
Les Éditions Spart y publient le magazine Patrimoine normand.

## Lieux et monuments
- Église Notre-Dame du XIe siècle, remaniée.
- Château de Cinglais : XVIIIe siècle. Style classique italien. Balustre en pierre, cheminées, plafonds à caissons ou à soliveaux décorés. Rénové en 1993. Il appartenait à la famille d'Harcourt.
- Château de Villeray des XVIIIe – XIXe siècles, partiellement inscrit au titre des monuments historiques par arrêté du 25 août 2005[30].
- Château de la Bagottière du XIXe siècle.
- Maison forte  de Brieux du XVe siècle, remaniée au XVIe siècle[31].
- Ancien prieuré des XVIIIe – XIXe siècles.

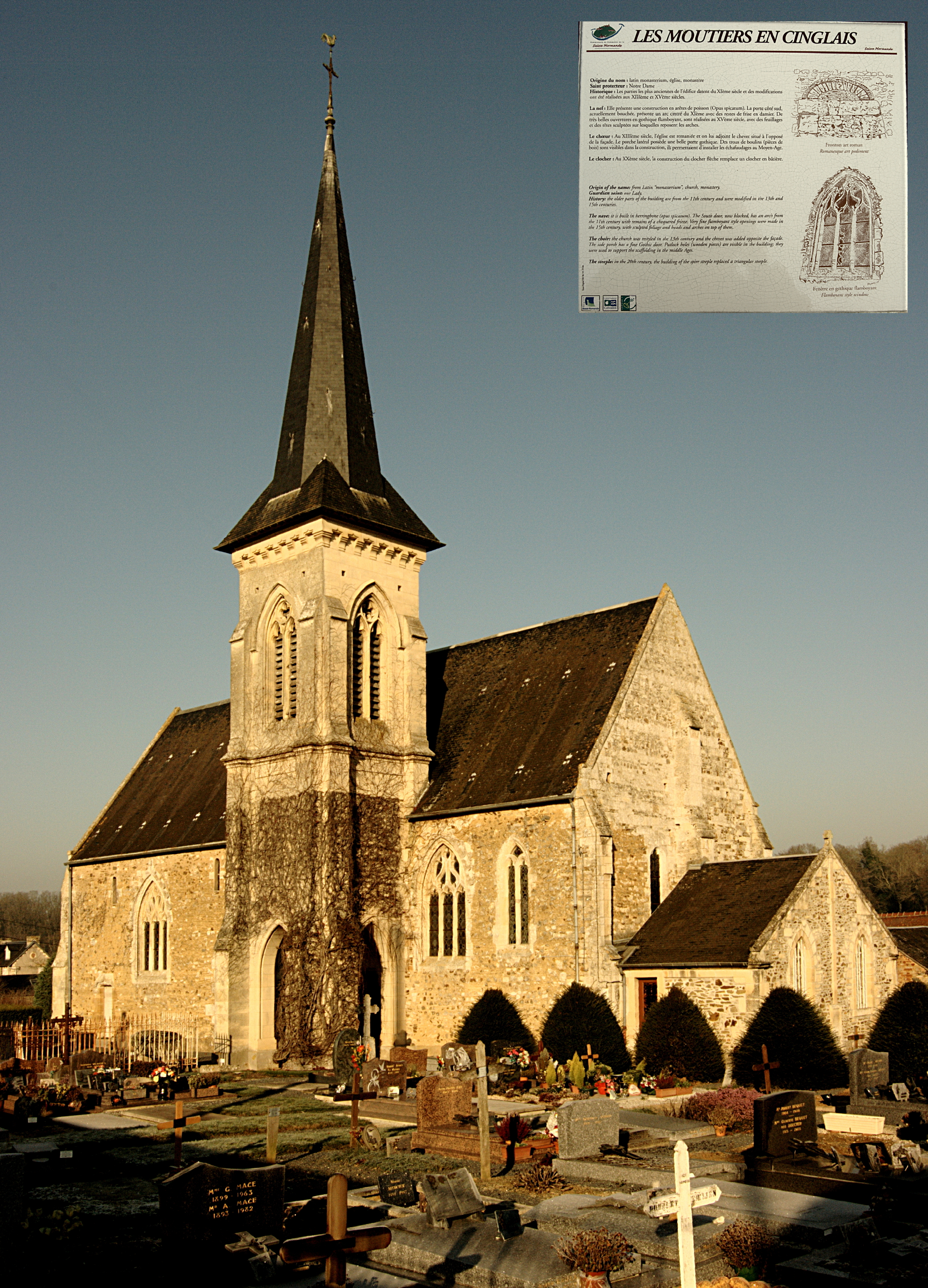
L'église Notre-Dame.
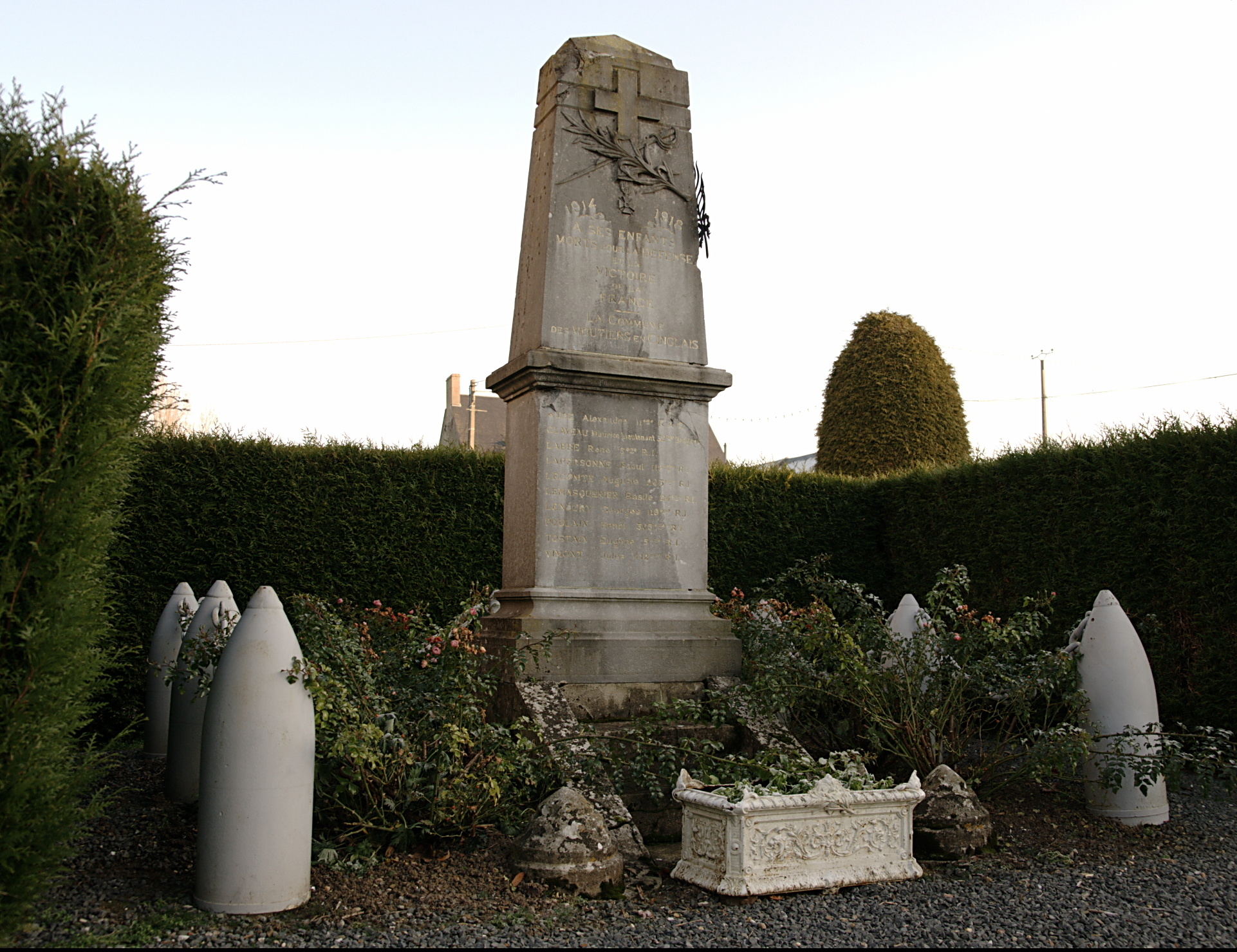
Le monument aux morts.

## Personnalités liées à la commune
- Roger Fauroux (1926-2021), homme politique, beau-frère d'Emmanuel Le Roy Ladurie, inhumé au cimetière communal.
- Jacques Le Roy Ladurie (1902-1988), syndicaliste agricole, militant et théoricien du catholicisme social, maire de la commune de 1928 à 1983.
- Emmanuel Le Roy Ladurie (1929 au Moutiers-en-Cinglais - 2023), fils de Jacques, historien français.

## Héraldique
| Blason de Les Moutiers-en-Cinglais | Blason  | Parti: au 1) d'argent à un crosseron de sable; au 2) d'azur à une rose des jardins d'argent, tigée et feuillée de sinople, posée en barre; le tout au chef de gueules chargé de deux léopards affrontés d'or, armés et lampassés d'azur.. |
| Blason de Les Moutiers-en-Cinglais | Détails | - La volute de crosse fait allusion au nom de la commune. - La rose évoque Notre Dame. - Les deux léopards d'or rappellent les armoiries de la Normandie. Création J-F Binon. Adopté le 13 juin 2022.                                     |